# ایگل آتلانتیک ایرلاینز
ایگل آتلانتیک ایرلاینز (به انگلیسی: Eagle Atlantic Airlines) یک شرکت هواپیمایی با کد یاتا E2 است که در تاریخ ۱ اکتبر ۲۰۱۳ میلادی تأسیس شده است.
دفتر مرکزی ایگل آتلانتیک ایرلاینز در آکرا، غنا واقع شده‌است و قطب این شرکت هواپیمایی در فرودگاه بین‌المللی کوتوکا قرار دارد و به ۵ مقصد، پرواز مستقیم انجام می‌دهد.